# Relaciones España-Gambia
Las relaciones España-Gambia son las relaciones bilaterales entre estos dos países. Gambia tiene una embajada en Madrid. España tiene una embajada en Dakar, Senegal, acreditada para Gambia y mantiene una misión diplomática en Banjul.

## Relaciones diplomáticas
Las relaciones políticas bilaterales entre España y Gambia se consideran correctas y no han sido demasiado intensas hasta fechas muy recientes. A partir de la crisis migratoria del 2006 se inició una serie de visitas de alto nivel, entre ellas la primera visita a Banjul de un ministro de Asuntos Exteriores en junio de 2006 y la siguiente en octubre del mismo año.
Tras el incremento de las relaciones bilaterales en 2006, se sentaron las bases de una relación que, teniendo como epicentro la cooperación en materia de lucha contra la inmigración ilegal, gira en torno a los siguientes ejes:
1. Cooperación para el refuerzo de las capacidades gambianas en materia de control fronterizo, que se concreta tanto en la donación de material como en la formación de la Marina gambiana por parte de la Guardia Civil.
2. Incremento de la ayuda oficial al desarrollo, especialmente en proyectos de formación profesional, creación de empleos para jóvenes y fortalecimiento de la administración. A pesar de que Gambia no figura en el Plan Director de 2012, sigue recibiendo fondos invertidos por AECID en programas y proyectos multilaterales, a través del sistema ONU y de CEDEAO, así como de U.A.

## Relaciones económicas
Las relaciones comerciales bilaterales son muy escasas y la balanza comercial de España con Gambia registra un tradicional superávit. En el ámbito empresarial, el volumen de negocio y la presencia española en Gambia son muy modestos. Las exportaciones españolas a Gambia ascendieron a 14 millones de euros en 2015, lo que supone un incremento del 40% respecto al año anterior. Entre los principales proveedores de Gambia, España ocupó el puesto número 5 de la Unión Europea, por detrás de Francia y Reino unido.
Las cifras de España como país cliente ascienden a 1,86 millones de euros en 2015 posición quinta en el ranking por detrás de Reino Unido.
En cuanto a la Inversión Extranjera Directa (IED), no existen fuentes locales disponibles que registren los flujos de inversión por país o por sector en Gambia. El stock acumulado de inversión española en Gambia entre los años 1993 y 2013 es de 0. El flujo de inversiones brutas en 2014 fue de 0. El stock de inversiones de Gambia en España para ese año fue de 0 y las inversiones brutas para 2014 también 0. No existe una Comisión Mixta donde tratar los asuntos económicos y comerciales